# Paroisses des Hauts-de-Seine
Depuis le découpage de janvier 2010, le territoire du diocèse de Nanterre — correspondant à l'ensemble des territoires des 36 communes du département des Hauts-de-Seine — est découpé en neuf doyennés qui, du nord au sud du département, ont reçu les appellations suivantes : Boucle-Nord, Trois-Colombes, Deux-Rives, Mont-Valérien, Boulogne, Collines, Forêts, Portes et Pointe-Sud.
En octobre 2020, ces neuf doyennés regroupent 78 paroisses et le nombre de curés est de 51.

## Regroupement des paroisses
Avant la réorganisation territoriale des paroisses, chacune d'elles était placée sous la responsabilité d'un curé. Depuis cette réorganisation, en fonction de la taille des paroisses (superficie du territoire, nombre d'habitants), quelques paroisses ont été regroupées lorsqu'elles étaient limitrophes.
Le regroupement peut prendre la forme d'« ensemble pastoral ». Chaque ensemble pastoral est placé sous la responsabilité d'un curé qui se trouve ipso facto curé de chacune des paroisses constituant l'ensemble paroissial.
Par ailleurs, pour des questions de taille de territoire également, une « petite » paroisse limitrophe d'une plus grande peut avoir le même curé que la plus grande, sans qu'il y ait eu regroupement au sein d'un ensemble pastoral.
C'est ainsi qu'en octobre 2020, le diocèse comprend 78 paroisses qui couvrent 110 clochers et sont placées sous la responsabilité de 51 curés,.

## Lien doyenné → commune
Le territoire du diocèse de Nanterre est découpé en neuf doyennés, regroupant les territoires des communes suivantes :
1. doyenné de la Boucle-Nord : Asnières-sur-Seine, Clichy, Gennevilliers, Villeneuve-la-Garenne ;
2. doyenné des Trois-Colombes : Bois-Colombes, Colombes, La Garenne-Colombes ;
3. doyenné des Deux-Rives : Courbevoie, Levallois-Perret, Neuilly-sur-Seine ;
4. doyenné du Mont-Valérien : Nanterre, Puteaux, Rueil-Malmaison, Suresnes ;
5. doyenné de Boulogne : Boulogne-Billancourt
6. doyenné des Collines : Chaville, Garches, Marnes-la-Coquette, Saint-Cloud, Sèvres, Vaucresson, Ville-d'Avray ;
7. doyenné des Forêts : Châtillon, Clamart, Le Plessis-Robinson, Meudon ;
8. doyenné des Portes : Issy-les-Moulineaux, Malakoff, Montrouge, Vanves ;
9. doyenné de la Pointe-Sud : Antony, Bagneux, Bourg-la-Reine, Châtenay-Malabry, Fontenay-aux-Roses, Sceaux.

## Lien doyenné → paroisse → lieu de culte

### Doyenné de la Boucle-Nord
Le doyenné de la Boucle-Nord regroupe huit paroisses réparties en trois ensembles pastoraux et deux paroisse, soit cinq curés responsables des douze lieux de culte paroissiaux dits « clochers ».

#### Asnières-sur-Seine (2 curés, 3 paroisses, 5 clochers)
- Le territoire d'Asnières-sur-Seine est constitué de deux ensembles pastoraux :
  - ensemble pastoral sous la responsabilité du curé « Ensemble pastoral Asnières-Centre »
    - paroisse Notre-Dame-du-Perpétuel-Secours
      - église Notre-Dame-du-Perpétuel-Secours d’Asnières-sur-Seine

    - paroisse Sainte-Geneviève
      - église Sainte-Geneviève d'Asnières-sur-Seine
      - chapelle Saint-Daniel d’Asnières-sur-Seine

  - ensemble pastoral sous la responsabilité du curé « Ensemble pastoral Asnières-Nord »
    - paroisse Saint-Joseph-des-Quatre-Routes
      - église Saint-Joseph-des-Quatre-Routes
      - chapelle Notre-Dame-de-la-Route

#### Clichy (1 curé, 1 paroisse, 3 clochers)
- Le territoire de Clichy est constitué d'une seule paroisse regroupant trois lieux de culte :
  - paroisse Saint-Vincent-de-Paul
    - église Saint-Médard de Clichy
    - agrandie par l'église contigüe Saint-Vincent-de-Paul
    - église Notre-Dame-Auxiliatrice de Clichy

#### Gennevilliers (1 curé, 1 paroisse, 3 clochers)
- Le territoire de Gennevilliers est constitué d'une paroisse :
  - sous la responsabilité du curé « Gennevilliers (et Asnières-Grésillons) »
    - paroisse Notre-Dame-des-Agnettes
      - église Notre-Dame-des-Agnettes de Gennevilliers

    - paroisse Saint-Jean-des-Grésillons
      - église Saint-Jean-des-Grésillons de Gennevilliers

    - paroisse Sainte-Marie-Madeleine
      - église Sainte-Marie-Madeleine de Gennevilliers.

#### Villeneuve-la-Garenne (1 curé, 1 paroisse, 1 clocher)
- Le territoire de Villeneuve-la-Garenne est constitué d'une seule paroisse regroupant un seul lieu de culte :
  - paroisse Saint-Joseph
    - église Saint-Joseph de Villeneuve-la-Garenne.

### Doyenné des Trois-Colombes
Le doyenné des Trois-Colombes regroupe six paroisses réparties en un ensemble pastoral et quatre paroisses, soit quatre curés responsables des dix lieux de culte paroissiaux dits « clochers ».

#### Bois-Colombes (1 curé, 2 paroisses, 2 clochers)
- Le territoire de Bois-Colombes est constitué d'un ensemble pastoral :
  - ensemble pastoral sous la responsabilité du curé « Ensemble pastoral SMDB-NDBS »
    - paroisse Notre-Dame-de-Bon-Secours
      - église Notre-Dame-de-Bon-Secours de Bois-Colombes

    - paroisse Saint-Marc-des-Bruyères
      - église Saint-Marc des Bruyères d’Asnières-sur-Seine.

#### Colombes (2 curés, 3 paroisses, 6 clochers)
- Le territoire de Colombes est constitué de trois paroisses :
  - paroisse du Sacré-Cœur
    - église du Sacré-Cœur de Colombes
    - chapelle Saint-Bernard de Colombes

  - paroisse Saint-Pierre-Saint-Paul
    - ancienne église Saint-Pierre-Saint-Paul de Colombes
    - église Saint-Pierre-Saint-Paul de Colombes
    - chapelle Saint-Étienne-Saint-Henri de Colombes

  - paroisse Sainte-Marie-des-Vallées (sous la responsabilité du curé de La Garenne-Colombes)
    - église Sainte-Marie-des-Vallées de Colombes.

#### La Garenne-Colombes (1 curé, 1 paroisse, 2 clochers)
- Le territoire de La Garenne-Colombes est constitué d'une seule paroisse regroupant deux lieux de culte :
  - paroisse Saint-Urbain
    - église Saint-Urbain de La Garenne-Colombes
    - église Saint-André-Sainte-Hélène de La Garenne-Colombes.

### Doyenné des Deux-Rives
Le doyenné des Deux-Rives regroupe huit paroisses réparties en deux ensembles pastoraux et quatre paroisses, soit six curés responsables des onze lieux de culte paroissiaux dits « clochers ».

#### Courbevoie (3 curés, 3 paroisses, 4 clochers)
- Le territoire de Courbevoie est constitué de trois paroisses :
  - paroisse Saint-Adrien
    - église Saint-Adrien de Courbevoie
    - ancienne église Saint-Adrien de Courbevoie

  - paroisse Saint-Maurice de Bécon-les-Bruyères
    - église Saint-Maurice de Bécon
    - chapelle Saint-Charles d'Asnières

  - paroisse Saint-Pierre-Saint-Paul
    - église Saint-Pierre-Saint-Paul de Courbevoie.

#### Levallois-Perret (1 curé, 1 paroisse, 3 clochers)
- Le territoire de Levallois-Perret est constitué d'une seule paroisse :
  - paroisse Saint-Justin
    - église Saint-Justin de Levallois-Perret
    - chapelle Sainte-Bernadette de Levallois-Perret
    - chapelle Sainte-Reine de Levallois-Perret.

#### Neuilly-sur-Seine (2 curés, 4 paroisses, 4 clochers)
- Le territoire de Neuilly-sur-Seine est constitué de deux ensembles pastoraux :
  - ensemble pastoral sous la responsabilité du curé « Ensemble pastoral Saint-Jean-Baptiste - Saint-Louis - Bienheureuse-Isabelle-de-France »
    - paroisse Saint-Jean-Baptiste
      - église Saint-Jean-Baptiste de Neuilly-sur-Seine

    - paroisse Saint-Louis - Bienheureuse-Isabelle-de-France
      - église Bienheureuse-Isabelle-de-France de Neuilly-sur-Seine

  - ensemble pastoral sous la responsabilité du curé « Ensemble pastoral Saint-Pierre - Saint-Jacques »
    - paroisse Saint-Jacques
      - église Saint-Jacques de Neuilly-sur-Seine

    - paroisse Saint-Pierre
      - église Saint-Pierre de Neuilly-sur-Seine.

### Doyenné du Mont-Valérien
Le doyenné du Mont-Valérien regroupe onze paroisses réparties en quatre ensembles pastoraux et deux paroisses, soit sept curés responsables des dix-neuf lieux de culte paroissiaux dits « clochers ».

#### Nanterre (3 curés, 3 paroisses, 7 clochers)
- Le territoire de Nanterre est constitué d'un ensemble pastoral et de deux paroisses :
  - ensemble pastoral sous la responsabilité du curé « ensemble pastoral Nanterre-Nord »
    - chapelle Saint-Paul de Nanterre
    - chapelle Notre-Dame-de-la-Miséricorde de Nanterre
    - chapelle Sainte-Catherine-de-Sienne de Nanterre

  - paroisse Sainte-Geneviève - Saint-Maurice
    - cathédrale Sainte-Geneviève-et-Saint-Maurice de Nanterre
    - chapelle Saint-Jean-Marie-Vianney de Rueil-Malmaison

  - paroisse Sainte-Marie-des-Fontenelles
    - église Sainte-Marie-des-Fontenelles de Nanterre
    - chapelle Saint-Joseph-des-Fontenelles de Nanterre

#### Puteaux  (1 curé, 2 paroisses, 3 clochers)
- Le territoire de Puteaux est constitué d'un ensemble pastoral sous la responsabilité du curé « Ensemble pastoral de Puteaux » :
  - ensemble pastoral de Puteaux
    - paroisse Notre-Dame-du-Perpétuel-Secours
      - église Notre-Dame-du-Perpétuel-Secours de Puteaux

    - paroisse Sainte-Mathilde
      - église Sainte-Mathilde de Puteaux
      - chapelle Notre-Dame-de-Pitié de Puteaux.

Maison d'église Notre-Dame de Pentecôte

#### Rueil-Malmaison (2 curés, 4 paroisses, 4 clochers)
- Le territoire de Rueil-Malmaison est constitué d'un ensemble pastoral :
  - ensemble pastoral sous la responsabilité de deux curés in solidum « ensemble pastoral de Rueil »
    - paroisse Notre-Dame-de-la-Compassion
      - église Notre-Dame-de-la-Compassion de Rueil-Malmaison

    - paroisse Saint-Joseph-de-Buzenval
      - église Saint-Joseph-de-Buzenval de Rueil-Malmaison

    - paroisse Saint-Pierre - Saint-Paul
      - église Saint-Pierre-Saint-Paul de Rueil-Malmaison

    - paroisse Sainte-Thérèse
      - église Sainte-Thérèse de Rueil-Malmaison

#### Suresnes (1 curé, 2 paroisses, 5 clochers)
- Le territoire de Suresnes est constitué d'un ensemble pastoral :
  - ensemble pastoral sous la responsabilité du curé « ensemble pastoral de Suresnes »
    - paroisse du Cœur-Immaculé de Marie
      - église du Cœur-Immaculé-de-Marie de Suresnes
      - chapelle Saint-Leufroy de Suresnes
      - chapelle Saint-Louis de Suresnes

    - paroisse Notre-Dame-de-la-Paix
      - église Notre-Dame-de-la-Paix de Suresnes
      - chapelle Notre-Dame-de-la-Salette de Suresnes.

### Doyenné de Boulogne
Le doyenné de Boulogne regroupe quatre paroisses, soit trois curés responsables des cinq lieux de culte paroissiaux dits « clochers ».

#### Boulogne-Billancourt (3 curés, 4 paroisses, 6 clochers)
- Le territoire de Boulogne-Billancourt est constitué de quatre paroisses :
  - paroisse Immaculée-Conception (dont le curé est celui de la paroisse Sainte-Thérèse-de-l’Enfant-Jésus)
    - église de l'Immaculée-Conception de Boulogne-Billancourt
    - chapelle Saint-Pierre

  - paroisse Notre-Dame
    - église Notre-Dame de Boulogne

  - paroisse Sainte-Cécile
    - Église Sainte-Cécile de Boulogne-Billancourt

  - paroisse Sainte-Thérèse-de-l’Enfant-Jésus
    - Église Sainte-Thérèse-de-l'Enfant-Jésus de Boulogne-Billancourt

Maison d'église Saint-François-de-Sales

### Doyenné des Collines
Le doyenné des Collines regroupe neuf paroisses réparties en deux ensembles pastoraux et cinq paroisses, soit sept curés responsables des douze lieux de culte paroissiaux dits « clochers ».

#### Chaville (1 curé, 2 paroisses, 2 clochers)
- Le territoire de Chaville est constitué d'un ensemble pastoral sous la responsabilité du curé « Ensemble pastoral de Notre-Dame-de-Lourdes - Sainte-Bernadette » :
  - ensemble pastoral
    - paroisse Notre-Dame-de-Lourdes
      - église Notre-Dame-de-Lourdes de Chaville

    - paroisse Sainte-Bernadette
      - église Sainte-Bernadette de Chaville.

#### Garches (1 curé, 1 paroisse, 1 clocher)
- Le territoire de Garches est constitué d'une seule paroisse  :
  - paroisse Saint-Louis
    - église Saint-Louis de Garches.

#### Marnes-la-Coquette (0 curé, 1 paroisse, 1 clocher)
- Le territoire de Marnes-la-Coquette est constitué d'une seule paroisse  :
  - paroisse Sainte-Eugénie (dont le curé est celui de la paroisse de Vaucresson)
    - église Sainte-Eugénie de Marnes-la-Coquette.

#### Saint-Cloud  (1 curé, 1 paroisse, 4 clochers)
- Le territoire de Saint-Cloud est constitué d'une seule paroisse :
  - paroisse de Saint-Cloud
    - église Saint-Clodoald de Saint-Cloud
    - église Notre-Dame-des-Airs de Saint-Cloud
    - église Saint-Joseph-Artisan de Saint-Cloud
    - église Stella-Matutina de Saint-Cloud.

#### Sèvres (1 curé, 2 paroisses, 2 clochers)
- Le territoire de Sèvres est constitué d'un ensemble pastoral sous la responsabilité du curé « Ensemble pastoral de Notre-Dame-des-Bruyères - Saint-Romain »
  - ensemble pastoral
    - paroisse Notre-Dame-des-Bruyères
      - église Notre-Dame-des-Bruyères de Sèvres

    - paroisse Saint-Romain
      - église Saint-Romain de Sèvres.

#### Vaucresson (1 curé, 1 paroisse, 1 clocher)
- Le territoire de Vaucresson est constitué d'une seule paroisse  :
  - paroisse Saint-Denys
    - église paroissiale Saint-Denys de Vaucresson.

#### Ville d'Avray (1 curé, 1 paroisse, 1 clocher)
- Le territoire de Ville d'Avray est constitué d'une seule paroisse  :
  - paroisse Saint-Nicolas - Saint-Marc
    - église Saint-Nicolas-et-Saint-Marc de Ville-d'Avray.

### Doyenné des Forêts
Le doyenné des Forêts regroupe neuf paroisses, soit six curés responsables des onze lieux de culte paroissiaux dits « clochers ».

#### Châtillon (1 curé, 1 paroisse, 2 clochers)
- Le territoire de Châtillon est constitué d'une paroisse, sous l'autorité d'un curé :
  - paroisse Saint-Philippe - Saint-Jacques
    - église Saint-Philippe-et-Saint-Jacques de Châtillon
    - église Notre-Dame-du-Calvaire de Châtillon.

#### Clamart (2 curés, 3 paroisses, 3 clochers)
- Le territoire de Clamart est constitué de trois paroisses :
  - paroisse Saint-François-de-Sales
    - église Saint-François-de-Sales de Clamart

  - paroisse Saint-Joseph (dont le curé est celui de la paroisse Saint-Pierre - Saint-Paul
    - église Saint-Joseph de Clamart

  - paroisse Saint-Pierre - Saint-Paul
    - église Saint-Pierre-Saint-Paul de Clamart

#### Le Plessis-Robinson (0 curé, 1 paroisse, 2 clochers)
- Le territoire du Plessis-Robinson est constitué d'une seule paroisse :
  - paroisse Sainte-Magdeleine (dont le curé est celui de la paroisse Saint-François-de-Sales de Clamart)
    - église Sainte-Marie-Magdeleine du Plessis-Robinson
    - église Saint-Jean-Baptiste du Plessis-Robinson

#### Meudon (3 curés, 4 paroisses, 4 clochers)
- Le territoire de Meudon est constitué de quatre paroisses :
  - paroisse Notre-Dame-de-l’Assomption à Bellevue
    - église Notre-Dame de l'Assomption de Meudon

  - paroisse Saint-Martin-Saint-Blaise dans le centre-ville
    - église Saint-Martin de Meudon

  - paroisse Sainte-Jeanne-d’Arc
    - église Sainte-Jeanne-d'Arc de Meudon

  - paroisse du Saint-Esprit à Meudon-la-Forêt
    - église Saint-Esprit de Meudon-la-Forêt

La chapelle Notre-Dame-de-l'Annonciation fait partie de la « Maison de la parole », maison diocésaine depuis le 20 septembre 2011.

### Doyenné des Portes
Le doyenné des Portes regroupe neuf paroisses réparties en trois ensembles pastoraux et deux paroisses, soit cinq curés responsables des douze lieux de culte paroissiaux dits « clochers ».

#### Issy-les-Moulineaux (2 curés, 5 paroisses, 5 clochers)
- Le territoire d'Issy-les-Moulineaux est constitué de deux ensembles pastoraux :
  - ensemble pastoral sous la responsabilité du curé « Ensemble pastoral de Saint-Benoît, Notre-Dame-des-Pauvres »
    - paroisse Notre-Dame-des-Pauvres
      - église Notre-Dame-des-Pauvres d'Issy-les-Moulineaux

    - paroisse Saint-Benoît
      - église Saint-Benoît d'Issy-les-Moulineaux

  - ensemble pastoral sous la responsabilité du curé « Ensemble pastoral de Saint-Bruno, Saint-Étienne, Sainte-Lucie (BEL) »
    - paroisse Saint-Bruno
      - église Saint-Bruno d'Issy-les-Moulineaux

    - paroisse Saint-Étienne
      - église Saint-Étienne d'Issy-les-Moulineaux

    - paroisse Sainte-Lucie
      - église Sainte-Lucie d'Issy-les-Moulineaux.

#### Malakoff (1 curé, 1 paroisse, 2 clochers)
- Le territoire de Malakoff est constitué d'une seule paroisse :
  - paroisse Notre-Dame de Malakoff
    - église Notre-Dame de Malakoff
    - chapelle Saint-Marc de Malakoff

#### Montrouge (1 curé, 1 paroisse, 3 clochers)
La paroisse Sainte Joséphine-Bakhita de Montrouge a un site internet.
- Le territoire de Montrouge est constitué d'une seule paroisse[4] :
  - paroisse sainte Joséphine-Bakhita de Montrouge
    - chapelle Saint-Luc de Montrouge
    - église Saint-Jacques-le-Majeur de Montrouge
    - église Saint-Joseph-Saint-Raymond de Montrouge.

#### Vanves (1 curé, 2 paroisses, 2 clochers)
- Le territoire de Vanves est constitué d'un ensemble pastoral sous la responsabilité du curé « Ensemble pastoral de Vanves » :
  - ensemble pastoral de Vanves
    - paroisse Saint-François-d’Assise
      - église Saint-François-d'Assise de Vanves

    - paroisse Saint-Rémy
      - église Saint-Rémy de Vanves.

### Doyenné de la Pointe Sud
Le doyenné des Collines regroupe quatorze paroisses réparties en trois ensembles pastoraux et six paroisses, soit huit curés responsables des dix-sept lieux de culte paroissiaux dits « clochers ».
Plusieurs paroisses ont des territoires qui s'étendent sur des communes avoisinantes :
- La Pentecôte de Port-Galand (Bourg-la-Reine) : Bagneux et Bourg-la Reine ;
- Saint-Stanislas des Blagis (Fontenay-aux-Roses) : Bagneux, Fontenay-aux-Roses et Sceaux ;
- Sainte-Magdeleine (Le Plessis-Robinson) : Châtenay-Malabry, Clamart et Le Plessis-Robinson ;
- Sainte-Bathilde (Châtenay-Malabry) : Châtenay-Malabry, Fontenay-aux-Roses, Le Plessis-Robinson et Sceaux.

#### Antony (2 curés, 4 paroisses, 6 clochers)
- Le territoire d'Antony est constitué d'un ensemble pastoral de deux paroisses, et de deux paroisses :
  - ensemble pastoral sous la responsabilité du curé « Ensemble pastoral Saint-Maxime - Saint-Saturnin »
    - paroisse Saint-Maxime
      - église Saint-Maxime

    - paroisse Saint-Saturnin
      - église Saint-Saturnin d'Antony
      - chapelle Sainte-Odile

  - paroisse Saint-François-d'Assise (dont le curé est celui de la paroisse Saint-Gilles de Bourg-la-Reine)
    - église Saint-François d'Assise

  - paroisse Saint-Jean - Porte-Latine
    - église Saint-Jean-Porte-Latine
    - chapelle Sainte-Jeanne de Chantal-hors-les-Murs.

#### Bagneux (1 curé, 3 paroisses, 4 clochers)
- Le territoire de Bagneux est constitué d'un ensemble pastoral de trois paroisses :
  - ensemble pastoral sous la responsabilité du curé « Ensemble pastoral de Bagneux »
    - paroisse La Pentecôte de Port-Galand
      - église La Pentecôte de Port-Galand

    - paroisse Saint-Hermeland
      - église Saint-Hermeland de Bagneux 

    - paroisse Sainte-Monique
      - église Sainte-Monique de Bagneux
      - chapelle Saint-René de Bagneux.

#### Bourg-la-Reine (1 curé, 1 paroisse, 1 clocher)
- Le territoire de Bourg-la-Reine est constitué d'une paroisse :
  - paroisse Saint-Gilles
    - église Saint-Gilles de Bourg-la-Reine

#### Châtenay-Malabry (1 curé, 3 paroisses, 3 clochers)
- Le territoire de Châtenay-Malabry est constitué d'un ensemble pastoral de trois paroisses :
  - ensemble pastoral sous la responsabilité du curé « Ensemble pastoral de Châtenay-Malabry »
    - paroisse Saint-Germain-l’Auxerrois
      - église Saint-Germain-l'Auxerrois de Châtenay-Malabry

    - paroisse Sainte-Bathilde
      - église Sainte-Bathilde de Châtenay-Malabry

    - paroisse Sainte-Thérèse-d’Avila - Sainte-Monique de la Butte-Rouge
      - église Sainte-Thérèse-d'Avila de Châtenay-Malabry.

#### Fontenay-aux-Roses (2 curés, 2 paroisses, 2 clochers)

Chapelle Sainte-Rita.

- Le territoire de Fontenay-aux-Roses est constitué de deux paroisses :
  - paroisse Saint-Pierre - Saint-Paul
    - église Saint-Pierre-Saint-Paul

  - paroisse Saint-Stanislas-des-Blagis
    - église Saint-Stanislas des Blagis

Une partie du territoire de la commune se trouve dans la paroisse Sainte-Bathilde dont l'église est à Châtenay-Malabry, tandis que la paroisse Saint-Stanislas couvre également une partie des communes de Bagneux et de Sceaux.
Par ailleurs, sur le territoire de la paroisse Saint-Pierre - Saint-Paul se trouve également une chapelle privée, la chapelle Sainte-Rita, qui appartient aux Oblats de la Vierge Marie qui gèrent une résidence universitaire sur place, et qui a été érigée en 2020 en sanctuaire diocésain.

#### Sceaux (1 curé, 1 paroisse, 1 clocher)
- Le territoire de Sceaux est constitué d'une paroisse :
  - paroisse Saint-Jean-Baptiste
    - église Saint-Jean-Baptiste de Sceaux

## Pour approfondir